# Gay Talese
Gay Talese (Ocean City, Nova Jersey, 7 de fevereiro de 1932) é um escritor norte-americano.
Graduado em jornalismo pela Universidade do Alabama em 1953, escreveu para o jornal The New York Times e para a revista Esquire nos anos 1960. Naquele período, contribuiu para a criação do jornalismo literário, dentro do chamado Novo Jornalismo, movimento que incorpora ao jornalismo características da literatura, tais como a descrição mais detalhada das cenas e a busca de uma apreensão menos esquemática do caráter dos personagens.
Talese notabilizou-se por seus artigos sobre o jogador de basebol Joe DiMaggio, o cantor Frank Sinatra, e os boxeadores Floyd Patterson e Joe Louis.

## Vida pessoal
É casado com Nan Talese (n. 1933), desde 1959.

## No Brasil
Talese foi o convidado de honra da Festa Literária Internacional de Paraty de 2009. Já estivera no Brasil anteriormente e tem várias obras traduzidas em português.